# Rimal Al Vahiba
Rimal Al Vahiba, Vahiba peščine ali Šarkijske peščine (arabsko رمال آل وهيبة, DMG Ar-Rimāl Aš-Šarkija) je puščava v governoratu  Južni Aš Šarkija v vzhodnem Omanu.
Območje je dobilo ime po plemenu Bani Vahiba. Razdeljeno je med severni in južni governorat v vzhodni regiji. Območje je veliko 180 kilometrov od severa proti jugu in 80 kilometrov od vzhoda proti zahodu, s površino 12.500 kvadratnih kilometrov. Puščava je znanstveno zanimiva, odkar je leta 1986 ekspedicija Kraljevega geografskega društva (Royal Geographical Society) dokumentirala raznolikost terena, rastlinstva in živalstva, pri čemer je opazila 16.000 nevretenčarjev ter 200 vrst drugih prostoživečih živali, vključno s pticami. Dokumentirali so tudi 150 vrst avtohtonih rastlin.

## Geologija
Puščava je nastala v obdobju kvartarja kot posledica sil jugozahodnega monsuna in severnega šamalskega pasata, ki je prihajal z vzhoda.  Glede na vrste sipin, ki jih najdemo na tem območju, je razdeljen na visoko ali zgornjo Vahibo in nizko Vahibo.Zgornje območje vsebuje mega grebenske peščene sisteme na liniji sever-jug, za katere se verjame, da jih je oblikoval monsun. Sipine na severu, ki so nastale na neki točki po zadnji regionalni poledenitvi, merijo do 100 metrov v višino,  z vrhovi, ki se kopičijo na območjih tik za najmočnejšimi hitrostmi vetra, kjer je veter z upadajočo hitrostjo odlagal pesek. Severne in zahodne meje puščave označujeta rečna sistema Vadi Batha in Vadi Andam. Pod površinskimi peski je starejša plast cementiranega karbonatnega peska. Naplavine, za katere se domneva, da izvirajo iz Vadi Batha v času paleolitika, so bile odkrite v osrednji puščavi 200 metrov pod površjem sipin. Verjame se, da je vetrna erozija prispevala k obstoju skoraj ravne nižine na jugozahodu.

## Prebivalci
Območje zasedajo beduini, ki se med junijem in septembrom zbirajo v Al-Hujava, oazi blizu meje puščave, da nabirajo datlje. Plemena, prisotna na tem območju v času ekspedicije Royal Geographic Society, so vključevala predvsem Al Vahiba (ali Jal Vahiba), po katerem je regija poimenovana, Al-Amr, Al-Bu-Isa, Hikman, Hišm in Džanaba.

## Galerija
- Drevo Prosopis cineraria
- Vahiba sipine
- Sončni vzhod
- Vozila na sipinah blizu vzhodnega gorovja Hadžar